# 卡昂 (奥恩省)
卡昂（法語：Cahan）是法国奥恩省的一个市镇，位于该省北部偏西，属于阿尔让唐区。该市镇总面积5.87平方公里，2009年时的人口为177人。

## 交通
奥恩省省道D911线经过境内北部，D224线经过南部。

## 人口
卡昂人口变化图示